# David McKienzie
David McKienzie (* 5. Juli 1979 in Denver) ist ein US-amerikanischer Volleyballspieler.

## Karriere
David McKienzie stammt aus einer Volleyball-Familie. Sein Vater William, der 1997 an Krebs verstarb, war ebenfalls Nationalspieler der USA. Seine Schwester Joy, die mittlerweile mit dem Beachvolleyballer Matthew Fuerbringer verheiratet ist, überredete ihn schließlich zum Volleyball. Er begann seine Karriere an der Huntington Beach High School. 1997 ging er gemeinsam mit Joy an die California State University, Long Beach, in deren Team er bis 2001 spielte. 2001 gewann McKienzie mit den USA das Volleyball-Turnier der Universiade und wechselte zum österreichischen Erstligisten Aon hotVolleys Wien. Im gleichen Jahr gab er sein Debüt in der A-Nationalmannschaft, war dort zunächst jedoch nicht erfolgreich. Nachdem er jeweils eine Saison im griechischen Orestiada und beim italienischen Verein Isernia Volley gespielt hatte, gelang ihm 2005 sein erster Erfolg mit der Nationalmannschaft, die sich in der NORCECA-Meisterschaft durchsetzte. In der folgenden Saison spielte der Mittelblocker in der polnischen Liga bei AZS Częstochowa. Mit dem US-Team nahm er an der Weltmeisterschaft 2006 teil. Anschließend ging er für eine Saison in die Türkei zu Fenerbahçe SK. 2007 wandte er sich nach einigen personellen Änderungen von der Nationalmannschaft ab. Im nächsten Jahr spielte er in Puerto Rico bei Corozal Plataneros und zwischendurch beim Kuwait Club. Außerdem absolvierte er einige Turniere im Beachvolleyball. 2008 wurde er vom russischen Verein VK Dynamo Krasnodar verpflichtet, bevor er ein Jahr später zum Al-Jazira Club in die Vereinigten Arabischen Emirate weiterzog. Zuletzt war er beim Kuwait Sporting Club aktiv. 2011 verpasste er noch die Rückkehr in die Nationalmannschaft, aber 2012 wurde er wieder berufen und gehörte zum Kader für die Olympischen Spiele in London.